# Tommola
Tommola est le quartier VI de la municipalité d'Heinola en Finlande.

## Présentation
Tommola est au sud-est du centre-ville et au sud-est de l'esker d'Heinola qui est orienté nord-sud.
Sur la rive nord du Kymijoki, se trouve la maison de retraite municipale Hopeasilta. 
Tommola compte plusieurs installations industrielles, telles que l'usine de ski Peltonen et la scierie de Heinola. 
Tommola dispose d'une épicerie, d'un salon de coiffure, d'un restaurant et d'une pizzeria.
Le parc immobilier se compose principalement d'immeubles résidentiels et de maisons individuelles. 
Une liaison ferroviaire et de circulation douce relie Tommola à Rautsalo via Sahanniemi.